# Gran Premi d'Austràlia del 2011
El Gran Premi d'Austràlia de Fórmula 1 de la temporada 2011 es disputà al circuit d'Albert Park, del 25 al 27 de març del 2011.

## Classificació

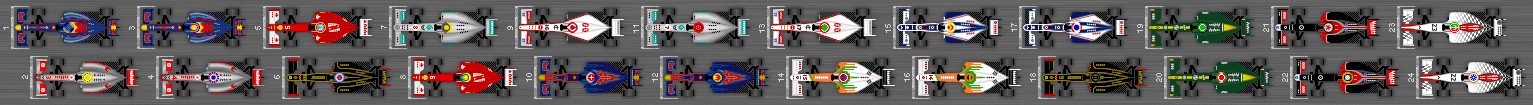
Graella després de la qualificació del GP.

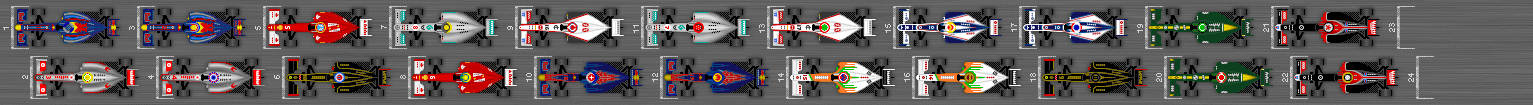
Graella de sortida del GP.

| Pos                                | No | Pilot              | Constructor            | Part 1   | Part 2      | Part 3   | Sortida |
| ---------------------------------- | -- | ------------------ | ---------------------- | -------- | ----------- | -------- | ------- |
| 1                                  | 1  | Sebastian Vettel   | Red Bull - Renault     | 1:25.296 | 1:24.090    | 1:23.529 | 1       |
| 2                                  | 3  | Lewis Hamilton     | McLaren - Mercedes     | 1:25.384 | 1:24.595    | 1:24.307 | 2       |
| 3                                  | 2  | Mark Webber        | Red Bull - Renault     | 1:25.900 | 1:24.658    | 1:24.395 | 3       |
| 4                                  | 4  | Jenson Button      | McLaren - Mercedes     | 1:25.886 | 1:24.957    | 1:24.779 | 4       |
| 5                                  | 5  | Fernando Alonso    | Ferrari                | 1:25.707 | 1:25.242    | 1:24.974 | 5       |
| 6                                  | 10 | Vitali Petrov      | Renault                | 1:25.543 | 1:25.582    | 1:25.247 | 6       |
| 7                                  | 8  | Nico Rosberg       | Mercedes               | 1:25.856 | 1:25.606    | 1:25.421 | 7       |
| 8                                  | 6  | Felipe Massa       | Ferrari                | 1:26.031 | 1:25.611    | 1:25.599 | 8       |
| 9                                  | 16 | Kamui Kobayashi    | Sauber - Ferrari       | 1:25.717 | 1:25.405    | 1:25.626 | 9       |
| 10                                 | 18 | Sébastien Buemi    | Toro Rosso - Ferrari   | 1:26.232 | 1:25.882    | 1:27.066 | 10      |
| 11                                 | 7  | Michael Schumacher | Mercedes               | 1:25.962 | 1:25.971    |          | 11      |
| 12                                 | 19 | Jaume Alguersuari  | Toro Rosso - Ferrari   | 1:26.620 | 1:26.103    |          | 12      |
| 13                                 | 17 | Sergio Pérez       | Sauber - Ferrari       | 1:25.812 | 1:26.108    |          | 13      |
| 14                                 | 15 | Paul di Resta      | Force India - Mercedes | 1:27.222 | 1:26.739    |          | 14      |
| 15                                 | 12 | Pastor Maldonado   | Williams - Cosworth    | 1:26.298 | 1:26.768    |          | 15      |
| 16                                 | 14 | Adrian Sutil       | Force India - Mercedes | 1:26.245 | 1:31.407    |          | 16      |
| 17                                 | 11 | Rubens Barrichello | Williams - Cosworth    | 1:26.270 | Sense temps |          | 17      |
| 18                                 | 9  | Nick Heidfeld      | Renault                | 1:27.239 |             |          | 18      |
| 19                                 | 20 | Heikki Kovalainen  | Lotus - Renault        | 1:29.254 |             |          | 19      |
| 20                                 | 21 | Jarno Trulli       | Lotus - Renault        | 1:29.342 |             |          | 20      |
| 21                                 | 24 | Timo Glock         | Virgin - Cosworth      | 1:29.858 |             |          | 21      |
| 22                                 | 25 | Jérôme d'Ambrosio  | Virgin - Cosworth      | 1:30.822 |             |          | 22      |
| Regla del 107% del temps: 1:31.266 |    |                    |                        |          |             |          |         |
| 23                                 | 23 | Vitantonio Liuzzi  | HRT - Cosworth         | 1:32.978 |             |          | NVQ     |
| 24                                 | 22 | Narain Karthikeyan | HRT - Cosworth         | 1:34.293 |             |          | NVQ     |

## Cursa
| Pos | No | Pilot              | Constructor            | Voltes | Temps / Retirada | Pos.Sortida | Punts |
| --- | -- | ------------------ | ---------------------- | ------ | ---------------- | ----------- | ----- |
| 1   | 1  | Sebastian Vettel   | Red Bull - Renault     | 58     | 1h 29’ 30. 259   | 1           | 25    |
| 2   | 3  | Lewis Hamilton     | McLaren - Mercedes     | 58     | + 22.297 s       | 2           | 18    |
| 3   | 10 | Vitali Petrov      | Renault                | 58     | + 30.560 s       | 6           | 15    |
| 4   | 5  | Fernando Alonso    | Ferrari                | 58     | + 31.772 s       | 5           | 12    |
| 5   | 2  | Mark Webber        | Red Bull - Renault     | 58     | + 38.171 s       | 3           | 10    |
| 6   | 4  | Jenson Button      | McLaren - Mercedes     | 58     | + 54.304 s       | 4           | 8     |
| 7   | 6  | Felipe Massa       | Ferrari                | 58     | + 1’ 25.186 min. | 8           | 6     |
| 8   | 18 | Sébastien Buemi    | Toro Rosso - Ferrari   | 57     | + 1 Volta        | 10          | 4     |
| 9   | 14 | Adrian Sutil       | Force India - Mercedes | 57     | + 1 Volta        | 16          | 2     |
| 10  | 15 | Paul di Resta      | Force India - Mercedes | 57     | + 1 Volta        | 14          | 1     |
| 11  | 19 | Jaume Alguersuari  | Toro Rosso - Ferrari   | 57     | + 1 Volta        | 12          |       |
| 12  | 9  | Nick Heidfeld      | Renault                | 57     | + 1 Volta        | 18          |       |
| 13  | 21 | Jarno Trulli       | Lotus - Renault        | 56     | + 2 Voltes       | 20          |       |
| 14  | 25 | Jérôme d'Ambrosio  | Virgin - Cosworth      | 54     | + 4 Voltes       | 22          |       |
| NC  | 24 | Timo Glock         | Virgin - Cosworth      | 49     | + 9 Voltes       | 21          |       |
| Ret | 11 | Rubens Barrichello | Williams - Cosworth    | 48     | Transmissió      | 17          |       |
| Ret | 8  | Nico Rosberg       | Mercedes               | 22     | Col·lisió        | 7           |       |
| Ret | 20 | Heikki Kovalainen  | Lotus - Renault        | 19     | Fuita d'aigua    | 19          |       |
| Ret | 7  | Michael Schumacher | Mercedes               | 19     | Col·lisió        | 11          |       |
| Ret | 12 | Pastor Maldonado   | Williams - Cosworth    | 9      | Transmissió      | 15          |       |
| DSQ | 17 | Sergio Pérez       | Sauber - Ferrari       | 58     | Desqualificat    | 13          |       |
| DSQ | 16 | Kamui Kobayashi    | Sauber - Ferrari       | 58     | Desqualificat    | 9           |       |

## Classificació del mundial després de la cursa
| Pos | Pilot            | Punts |
| --- | ---------------- | ----- |
| 1   | Sebastian Vettel | 25    |
| 2   | Lewis Hamilton   | 18    |
| 3   | Vitali Petrov    | 15    |
| 4   | Fernando Alonso  | 12    |
| 5   | Mark Webber      | 10    |

| Pos | Constructor        | Punts |
| --- | ------------------ | ----- |
| 1   | Red Bull-Renault   | 35    |
| 2   | McLaren-Mercedes   | 26    |
| 3   | Ferrari            | 18    |
| 4   | Renault            | 15    |
| 5   | Toro Rosso-Ferrari | 4     |

- Nota: Només s'inclouen els 5 primers de cada classificació. Per veure-la completa aneu a Temporada 2011 de Fórmula 1